# حافة ضلعية
الحافة الضلعية في علم تشريح الانسان هي الحافة السفلى للصدر (القفص الصدري) وهي مُشَكلة بواسطة الحافة السفلى من القفص الصدري
في بعض الأحيان يتم الإشارة لها بمسمى القوس الضلعي، وهي الحافة الإنسية المُشَكلة بواسطة الضلوع الكاذبة والضلوع الحقيقية، تحديداً من الضلع السابع حتى الضلع العاشر.